# Jardin d'agrément

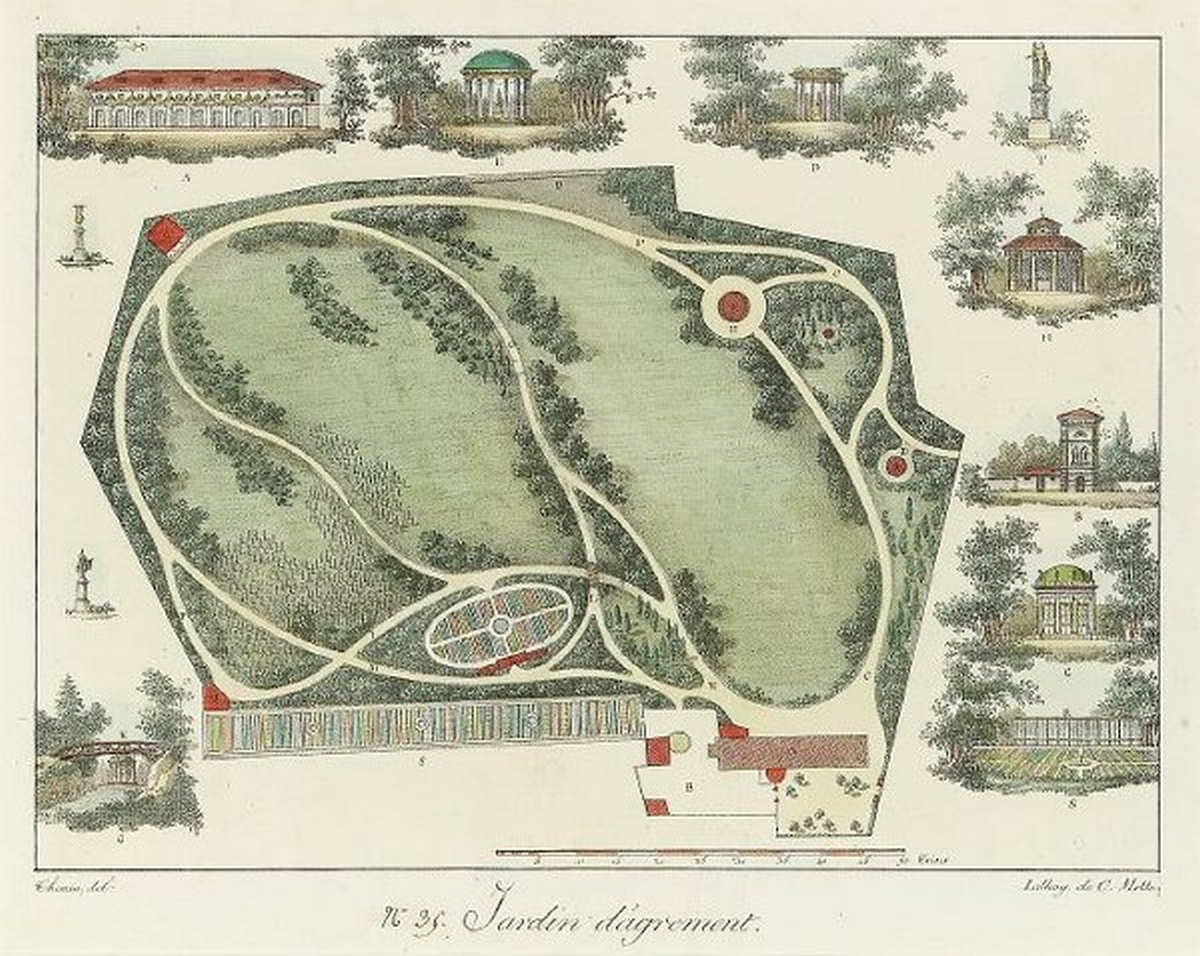
Un projet de jardin d'agrément du XIXe siècle, par Gabriel Thouin

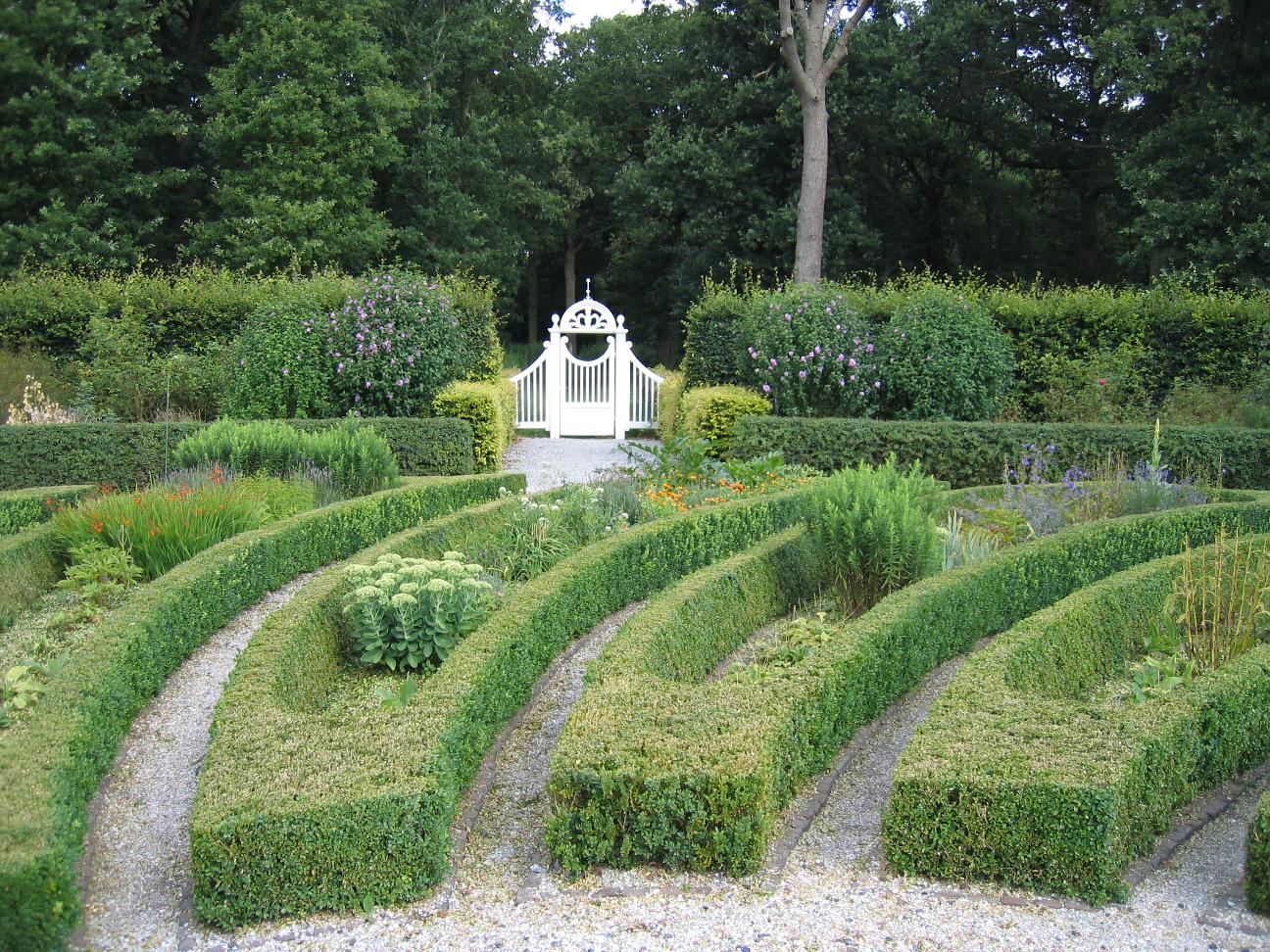
Jardin d'agrément d'une maison de maître aux Pays-Bas.

Un jardin d'agrément est le plus souvent un enclos privatif attenant à une habitation, dans lequel l'homme organise et contient des végétaux d'agrément ou d'utilité, plantes ornementales ou potagères, cultivés en pleine terre ou hors sol.

## Publications périodiques
- Mon Jardin d'agrément et d'utilité, bulletin publié à Paris à partir de 1907.
- Le Jardin d'agrément, bulletin mensuel de documentation de botanique horticole et d'horticulture pratique (régions tempérées et tropicales) publié à Bruxelles de 1922 à 1939.